# Gabriel Cavallo
Gabriel Cavallo es un abogado y jurista argentino, a lo largo de su carrera judicial fue autor de varios fallos, entre ellos la declaración de nulidad e inconstitucionalidad de las leyes de amnistía "Punto Final" y "Obediencia Debida". Fue miembro fundador del diario “Crítica de la Argentina” dirigido por Jorge Lanata.

## Carrera judicial
Inició su carrera judicial en el año 1981 y en 1993 fue designado Fiscal Federal a cargo de la Fiscalía Nacional en lo Criminal y Correccional Federal N.º 2. En junio de 1995 fue designado Juez Federal a cargo del Juzgado Nacional en lo Criminal y Correccional Federal N.º 4. En el año 2001 fue designado por concurso del Consejo de la Magistratura de la Nación como Juez de Cámara para desempeñarse en la Sala I de la Cámara Nacional de Apelaciones en lo Criminal y Correccional Federal de la Ciudad de Buenos Aires, de la que fue Presidente en el año 2006.
Desde el año 2007 es socio del estudio JC Abogados y Asociados junto con sus socios Pablo Miguel Jacoby y Hernán Luis Folgueiro.
A lo largo de su carrera judicial fue autor de varios fallos, entre ellos la declaración de nulidad e inconstitucionalidad de las leyes de amnistía "Punto Final" y "Obediencia Debida" en el denominado "Caso Poblete" (sentencia del 6 de marzo de 2001) que se convirtió en el fallo que posibilitó la reapertura judicial de los crímenes cometidos por la dictadura militar de 1976-1983. Dicho fallo fue confirmado por la Corte Suprema de Justicia de la Nación en el fallo "Simón"  (sentencia del 14 de junio de 2005) y constituyó el pronunciamiento que abrió el camino para la reapertura de los juicios contra los autores de los crímenes contra la humanidad que hasta ese momento se encontraban amnistiados.
Fue autor de pronunciamientos en casos de repercusión pública relacionados con la criminalidad financiera como las quiebras del Banco Patricios, el Banco Mayo y otros fraudes. Como juez federal participó y condujo investigaciones relacionadas con el narcotráfico y otros crímenes internacionales.

### Reconocimiento
En el año 2007 recibió un reconocimiento de la Cámara de Diputados de la Nación por haber impulsado judicialmente el derecho del voto a los detenidos en los penales de todo el país que se vio concretado en la ley 25.858.

### Fallos relevantes
Declaración de nulidad e inconstitucionalidad de las leyes de amnistía "Punto Final" y "Obediencia Debida".
Incidente de inconstitucionalidad de los indultos dictados por el decreto 2741/90 del Poder Ejecutivo Nacional.

### Causas relevantes
Caso Ernestina Herrera de Noble: Sobreseimiento por la imputación relacionada con la presunta apropiación de sus hijos Marcela y Felipe Noble Herrera.

## Vida académica
Abogado por la Universidad de Buenos Aires en 1985. En el año 2002 completó su Postgrado en Administración de Justicia del Instituto Superior de Estudios para la Justicia (ISEJUS).
Se desempeñó como Profesor Titular de la Cátedra de Derecho Penal en la Universidad del Museo Social Argentino (2003/2006), Profesor de la Escuela de Capacitación Judicial de la Asociación de Magistrados y Funcionarios de la Justicia Nacional (2003), Profesor Adjunto Interino del curso de Elementos de Derecho Constitucional (2001), Profesor Adjunto Interino del curso de Garantías Constitucionales en el Derecho Penal Sustantivo y en el Proceso Penal (1999) y profesor Adjunto Interino de Derecho Procesal I (1995).
En el exterior fue integrante del cuerpo de profesores del Curso de verano “Derechos Humanos: El Principio de Justicia Universal en la Persecución de los Crímenes contra la Humanidad”, por invitación de la Universidad internacional de Andalucía, desarrollado en la Sede Iberoamericana de La Rábida, España, del 20 al 24 de agosto de 2001.
Fue expositor y disertante en diversos encuentros y seminarios, entre ellos el encuentro de la Academia de Derechos Humanos y Derecho Internacional de la American University (Washington D. C., 27 de mayo a 14 de junio de 2002); el seminario “Los retos para la judicialización en el proceso de verdad, justicia, reparación y reconciliación”, organizado por la Coordinadora Nacional de Derechos Humanos de Naciones Unidas (Lima, 4 al 7 de junio de 2003); “The Twenty-First International Symposium on Economic Crime” (Jesus College, Cambridge , del 4 al 10 de septiembre de 2005); “Treinta años del Golpe - Leyes de Obediencia debida y punto final” (organizado por la Excma. Cámara de Diputados: Comisión de Derechos Humanos, 23 de marzo de 2006); “Jueces y Sociedad” (convocado por la Facultad de Ciencias Jurídicas y Sociales de la Universidad del Litoral, conjuntamente con la Corte Suprema de Justicia, Consejo de la Magistratura, Cortes superiores Tribunales de Justicia de las Provincias Argentinas, Ciudad de Bs.As y la Asociación de Magistrados; Santa Fe, del 27 de marzo al 1° de abril de 2006);” Leyes de Obediencia debida y punto Final, Indultos, Derogación de las mismas. Inconstitucionalidad. Casos ya prescriptos” (II Jornadas de Derecho Penal, en la Facultad de Derecho y Ciencias Sociales de la Universidad de Buenos Aires, 8 de junio de 2006); y “The Price of Crime. The Identification and Control of Risks Associated with the Enterprise of Crime and Terror” (The Twenty-Fourth International Symposium On Economic Crime; Jesus College, Cambridge. 3 al 10 de septiembre de 2006).
En 1996 fue becado por la organización en el Concurso Regional sobre Derecho Internacional de los Derechos Humanos, organizado por la Universidad Diego Portales y financiado con recursos aportados por el Reino de Holanda (Santiago de Chile, 27 de agosto al 6 de septiembre de l996). En el mismo año fue becario en un Programa de Administración de Justicia y Estado de Derecho por parte del Programa de intercambio Cultural de la Agencia Informativa y Cultural de los Estados Unidos (AUSIS), desarrollado desde el 28 de octubre al 22 de noviembre.

### Publicaciones
El artículo “Dificultades para la persecución de crímenes de lesa humanidad cometidos en la República Argentina en el período 1976-1983”, en “Impunidad y Derechos Humanos en América Latina”, Ediciones Al Margen, La Plata, 2003.